# Erioderus mimicus
Erioderus mimicus är en skalbaggsart som beskrevs av Reé Michel Quentin och Jean François Villiers 1978. Erioderus mimicus ingår i släktet Erioderus och familjen långhorningar. Inga underarter finns listade i Catalogue of Life.